# Hotel Majestic (Firenze)
L'Hotel Majestic si trova a Firenze in piazza dell'Unità italiana sul lato compreso tra via Sant'Antonino e via del Melarancio. Costruito nel 1972 con soluzioni innovative sulle ceneri del vecchio albergo Majestic esistente dal 1926, l'hotel è stato chiuso nel 2009 versando da allora in stato di abbandono. Nel 2015 è stato rilevato all'asta da un gruppo di imprenditori con l'intenzione di ristrutturarlo completamente e riaprire l'albergo come 4 stelle superior. Ma i soci si trovano in disaccordo con il risultato che nel 2019 tutto è ancora bloccato.   

## Storia
Costruito nel 1972 dalla famiglia Pancioli, una storica famiglia di costruttori di Montecatini Terme, su committenza della Banca Popolare di Novara, dopo che un primo progetto degli architetti Lando Bartoli e Giovanni Sanità (con la partecipazione di Gianni Ormaghi), redatto nel 1968, era stato bocciato dalla Soprintendenza ai monumenti perché l'altezza ritenuta eccessiva e il prospetto su piazza dell'Unità d'Italia non adatto al contesto.
L'hotel, edificato nello stesso posto dove già esisteva dal 1926 un albergo Majestic, è inaugurato nel 1973: ospitava al piano terreno e ai due sottostanti gli uffici della banca mentre i piani superiori erano riservati all'albergo.
Concepito come un quattro stelle e basato sull'uso diffuso dell'acciaio e sull'innovazione strutturale della scala, realizzata con gradini aerei agganciati ad un albero centrale, l'hotel ha vissuto una storia molto tormentata. Sin dall'inizio ha sollevato polemiche per la scelta architettonica di rottura (evidente nella facciata principale) con gli aspetti antichi e fortemente caratterizzati dei palazzi fiorentini della zona.
Nel 2008 l'hotel è stato rilevato dalla società Sviluppo Majestic s.r.l. che ha iniziato nello stesso anno i lavori di ristrutturazione, mai portati a termine; la gestione si è risolta con un concordato preventivo e lo stabile è stato abbandonato.
Nel 2009 alcuni consiglieri del PdL hanno denunciato al Comune lo stato di abbandono del Majestic affinché si intervenisse per restituirne la dignità ma soprattutto per rivalutare Piazza Unità di Italia, la zona storica di Firenze, sulla quale l'hotel si affaccia. Dal 2009 fino al 2011 il Majestic è diventato il rifugio di senzatetto e “di figure poco raccomandabili" (Aldo Cusano, presidente Fipe Toscana). Nello stesso anno si è provveduto a proteggere la struttura con recinzioni di legno, per impedire che fosse occupata. Il rischio lo si è corso nel settembre del 2013, quando è stato aperto un varco da anonimi, attraverso il quale chiunque sarebbe potuto entrare all'interno della struttura: i residenti della zona, intimoriti dal pericolo di un'occupazione, hanno chiamato la polizia, che ha provveduto ad allontanare chi voleva entrare nella struttura e, dopo aver fatto un sopralluogo all'interno, ha scoperto che c'erano solo giacigli di fortuna. Sempre nel 2013 Matteo Renzi, ancora sindaco impegnato nei “Cento luoghi”, si è mosso per il recupero del Majestic, scrivendo un lungo post su Facebook con il quale spronava la proprietà del vecchio hotel Majestic a partire velocemente con i lavori di riorganizzazione dell'edificio. 
Nel gennaio 2014 ha avuto luogo la prima asta fallimentare, che però non ha riscosso successo. Nel febbraio del 2015 con un avviso, fatto pubblicare dal liquidatore giudiziale del tribunale fallimentare di Roma, si stabilisce per “il prestigioso complesso immobiliare sito nel centro di Firenze, in prossimità della basilica di Santa Maria Novella, a circa trecento metri dalla relativa stazione ferroviaria, libero e non in uso essendo iniziati lavori di ristrutturazione attualmente sospesi" la base d'asta in 27 milioni e mezzo di euro. Le offerte, stabiliva ancora l'avviso, sarebbero dovute pervenire entro mezzogiorno del giorno 12 febbraio, presso lo studio di un notaio di Roma (Alfonso Colucci). Nel 2015 il Majestic è stato rilevato da un gruppo di imprenditori (Salvatore Leggiero, patron di Nidiaci in Oltrarno, e la società composta dai due proprietari del colosso Nst apparel, il filippino originario di Hong Kong Laurence Dos Santos e il pratese Roberto Puccini) con l'intento di ristrutturarlo completamente, ma i lavori sono ora ancora fermi in seguito al disaccordo esploso tra le parti. Almeno quattro le cause pendenti davanti al tribunale con richieste di danni miliardari.
Nel settembre 2016 un gruppo di writer del collettivo 639 Crew sale illegalmente sul tetto dell'edificio per smontare le lettere dell'insegna e poi rimontandole per comporre la scritta "SEI TRE NOVE", poi illuminata di notte. L'installazione viene poi smantellata dopo un paio di giorni.

## Descrizione
La critica ha concentrato la propria attenzione essenzialmente sulla scala interna, come ad esempio nell'articolo di Giovanni Klaus Koenig Tre idee di scale modulari, pubblicato sul "Bollettino degli ingegneri" (n. 1, 1974), che la definisce "uno dei rari esempi di design organico in Italia".

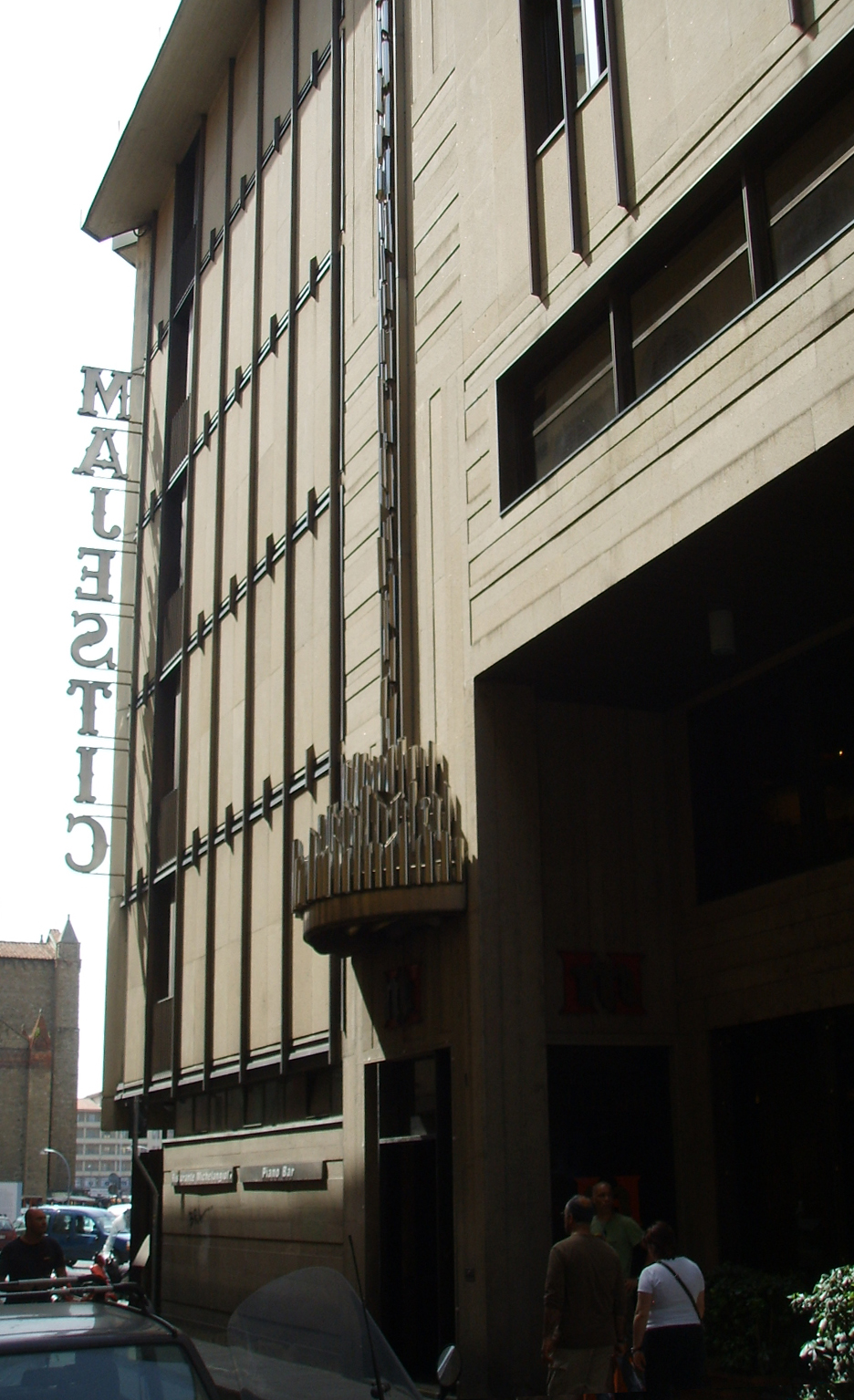
Entrata laterale

La planimetria si sviluppa in aderenza ai tre limiti viari lasciando al centro una vasta corte sistemata a giardino. Sulla piazza si trovano l'accesso al garage interrato, che occupa un piano intermedio al volume della banca, e le lunghe vetrate che schermano gli ingressi agli uffici.
Sulla via del Melarancio si trova l'ingresso dell'hotel, con i locali di accoglienza e il ristorante, che si affaccia sul giardino interno.
Due gruppi scala e tre ascensori conducono ai quattro piani superiori, che seguono il classico schema a pettine, con le camere distribuite da un corridoio. Al primo piano si trovano il bar e una sala riunioni per sessanta persone.
Naturalmente un'attenzione particolare è stata dedicata al disegno dell'elegante arredo, mobile e fisso, appositamente progettata, come la mobilia in legno per la sala ristorante, l'illuminazione incassata a soffitto e altri dettagli. Le pavimentazioni sono in moquette nelle camere e nelle zone di distribuzione orizzontale e verticale, in legno con parquet a riquadri o listoni nelle zone comuni.
Il grande ambiente che occupa il piano terreno ospita il salone del pubblico. La sua definizione spaziale deriva dal largo ballatoio che corre superiormente - e distribuisce sul lato della piazza gli uffici direzionali e sulle altre ali gli spazi aperti per funzioni non accessibili al pubblico - e soprattutto dalla grande vetrata di fondo dietro alle casse, corrispondente alla corte centrale.
La copertura del salone, controsoffittata in doghe metalliche, è sagomata da una serie di volte che poggiano su pilastri a sezione quadrangolare variabile. Sempre al piano terreno, sul lato di via Sant'Antonino si trovano la saletta gradonata e la sala riunioni.
Al secondo livello interrato è invece il caveau delle cassette di sicurezza, dominato da due grandi colonne a pianta ottagonale su due livelli. L'allestimento degli interni è basato su un uso diffuso dell'acciaio: in pannelli a superficie rigata per i rivestimenti delle pareti, a superficie liscia per i pilastri e per i montanti del parapetto in cristallo del ballatoio e soprattutto per la scala elicoidale che collega i tre livelli dell'organismo.
La scala è l'elemento architettonico emergente dell'intero edificio per il riuscito connubio tra eleganza della forma e innovazione strutturale. Si tratta di un dispositivo del tutto nuovo, tanto da essere coperto da brevetto industriale, che consiste nell'avvolgere intorno al fusto centrale le spine a "Y" ciascuna delle quali portante un gradino, che risulta bilanciato da quello giacente sullo stesso piano verticale, diametralmente opposto. Ogni forcella, che si aggancia all'albero centrale tramite un collegamento a bicchiere, ripropone simmetricamente l'elemento portante contrapposto in una struttura che risolve una geometria rigorosa in elementi di vaga assonanza organica.